# Her Forgotten Dancing Shoes
Her Forgotten Dancing Shoes è un cortometraggio muto del 1912. Il nome del regista non viene riportato nei credit del film.

## Produzione
Il film fu prodotto dalla Vitagraph Company of America.

## Distribuzione
Distribuito dalla General Film Company, il film - un cortometraggio di 150 metri - uscì nelle sale cinematografiche statunitensi il 23 marzo 1912. Nelle proiezioni, veniva programmato con il sistema dello split reel, accorpato in un'unica bobina con un altro cortometraggio prodotto dalla Vitagraph, il documentario Taft and His Cabinet.